# Großenhain
Großenhain là một thị xã ở Meißen, Sachsen, Đức. Đô thị Großenhain có diện tích 43,97 km², dân số thời điểm ngày 31 tháng 12 năm 2006 là 15.652 người.

## Các đơn vị dân cư
| - Naundorf - Folbern - Rostig | - Zschieschen - Mülbitz - Kleinraschütz - Großraschütz | - Skassa - Weßnitz - Zschauitz. |